# Bertrand Barère
Pour les articles homonymes, voir Barrère et Vieuzac.
 (novembre 2021).
Bertrand Barère, parfois orthographié Barrère, également appelé Bertrand Barère de Vieuzac, né le 10 septembre 1755 à Tarbes et mort dans la même ville le 13 janvier 1841, est un homme politique et juriste français de la Révolution française.
Avocat au Parlement de Toulouse élu à l'Assemblée nationale constituante puis à la Convention nationale, il s'impose comme une figure principale de la Plaine avant de se rapprocher à partir du printemps 1793 de la Montagne. Bertrand Barère est l'orateur le plus important de la Convention : il intervient à 1 024 reprises durant son mandat.
Membre du Comité de salut public entre le 7 avril 1793 et le 15 fructidor an II (1er septembre 1794), il détient en son sein le record de longévité, dix-sept mois, y assure la fonction de rapporteur et se fait remarquer par ses discours sur les victoires des troupes républicaines, ses discours de politique générale marquants et ses carmagnoles : il prône une généralisation de l'apprentissage du français sur l'ensemble du territoire ; il rend hommage à la mémoire des jeunes Bara et Viala morts au combat face aux contre-révolutionnaires de Vendée et du Midi ; il mythifie la victoire de la bataille du 13 prairial an II. L'écrivain royaliste Chateaubriand le surnomme « le troubadour de la guillotine » dans ses Mémoires d'outre-tombe.
Condamné sous la Convention thermidorienne, Barère parvient à s'évader et à se cacher jusqu'au début du Consulat où il est amnistié. Il occupe des fonctions de second plan sous l'Empire et durant les Cent-Jours. Il est contraint à l'exil à la Restauration et revient en France à la faveur des Trois Glorieuses et de l'avènement de Louis-Philippe Ier. Il meurt à 85 ans dans sa ville natale.

## Biographie

### Un bourgeois de robe installé
Origines familiales

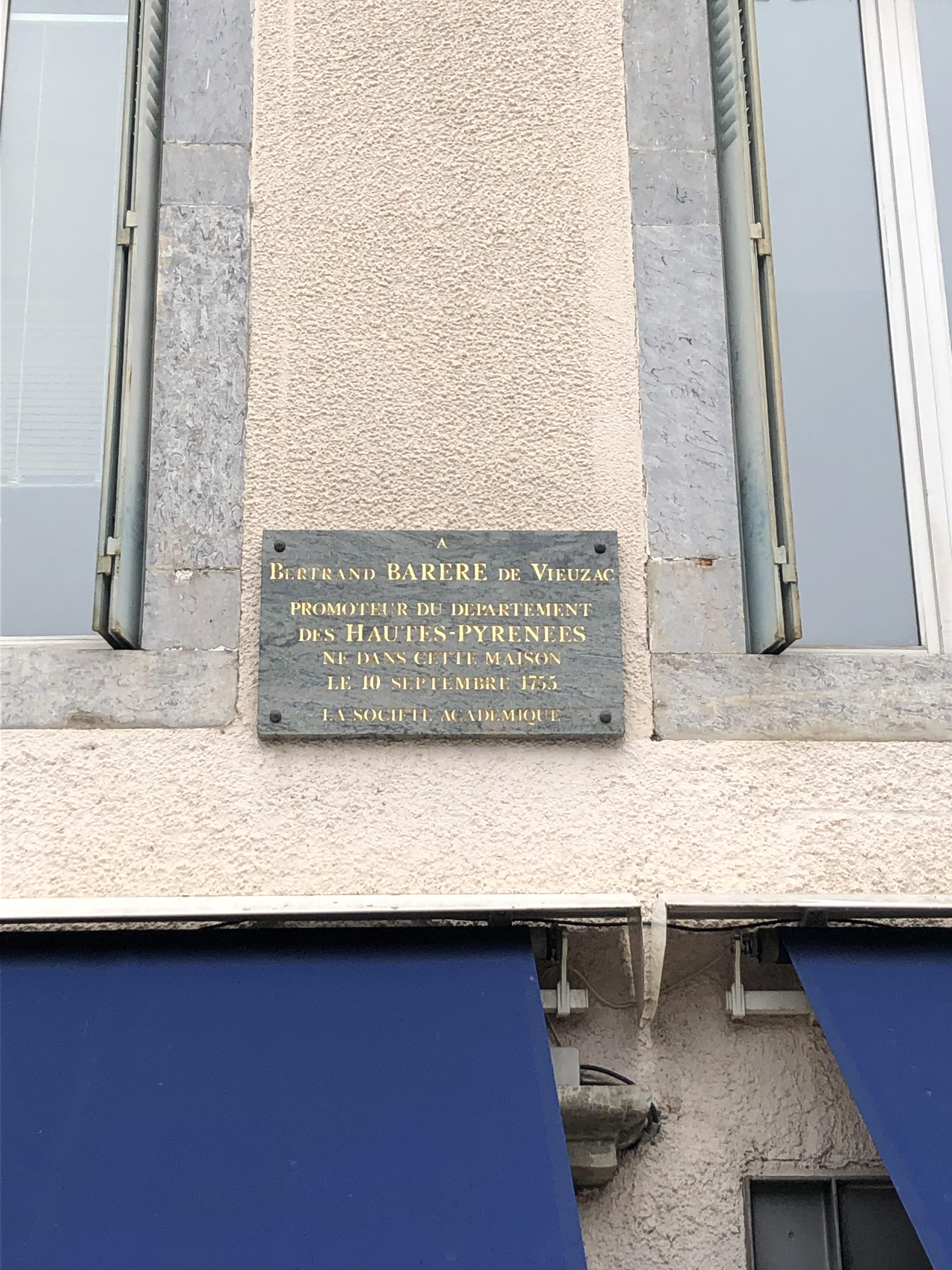
Plaque de naissance de Barère au 31 rue Brauhauban, Tarbes

Bertrand Barère est né au n°31 de l'actuelle rue Brauhauban, le 10 septembre 1755 à Tarbes, ancienne capitale de la Bigorre, aujourd'hui préfecture du département des Hautes-Pyrénées, dans une famille de la bourgeoisie de robe. Son grand-père Laurens Barère, (1696 - 1750), notaire royal originaire de Bernac-Dessus, épouse en 1726 Françoise Carles (1710 - 1748),, fille de Bertrand Carles, procureur au sénéchal de Tarbes. Il obtient la charge de son beau-père en 1728 et un office notarial en 1735. De son union naissent trois garçons et une fille : 
- Bernard Barère (1727 - 1803), qui se fait appeler Bertrand après le décès de son plus jeune frère et qui récupère l'office notarial de celui-ci, est également avocat au Parlement de Toulouse. Il épouse en 1754 Gratianne Dembarrère, fille du lieutenant général au tribunal criminel de la sénéchaussée. Il adhère à la Société populaire de Tarbes durant la Révolution et correspond avec son neveu alors député.
- Jean Barère (1728-1788),, père du Conventionnel, est procureur, premier consul et échevin de la ville de Tarbes puis président du tiers-état aux assemblées des états de la Bigorre. Il épouse en 1753 Jeanne-Catherine Marrast de Naÿs (née en 1738), fille de petite noblesse de Saint-Sever-de-Rustan.
- Bertrand-Jérôme Barère (1729 - 1752),, notaire royal à Tarbes. Son frère aîné hérite de sa charge à son décès.
- Françoise Barère (1731 - 1781),, qui épouse en 1750 Jean Betbezé (mort en 1793), avocat au Parlement de Toulouse.
Bertrand Barère est le frère de Jean-Pierre Barère, prêtre d'Auriébat devenu vicaire épiscopal durant la Révolution avant de se déprêtriser durant l'an II. Il a trois sœurs : Cécile (1764-1840), qui épouse en 1783 Paul de Lasalle, seigneur d'Odos ; Jacquette-Françoise (1771 - 1835), qui épouse en 1798 Jean-Pascal Lapeyrère (1772 - 1840),, bourgeois marchand devenu maire de Tarbes sous le Consulat ; Jeanne-Marie enfin (1773-1847),, qui épouse en 1799 Pierre Sansot (1758-1828),, avocat au Parlement de Pau.
Jeunesse et formation
Bertrand Barère effectue ses études au Collège des Doctrinaires de Tarbes, intègre en octobre 1772 la faculté de droit de Toulouse où il obtient en 1774 son baccalauréat en droit civique et canonique et sa licence en 1775 ; enfin il est reçu avocat au Parlement de Toulouse la même année. Il obtient en 1776 la charge de conseiller du roi à la sénéchaussée de Bigorre. Il signe au moins depuis 1783, au mariage de sa sœur Cécile, sous le nom « Barère de Vieuzac ». Vieuzac est un domaine seigneurial cédé à son père Jean en 1774 par sa belle-famille. Ce bien octroie des banalités, des dîmes inféodées ainsi qu'un privilège de chasse et de pêche. L'élu est appelé « Barère de Vieuzac » durant son premier mandat puis « Barère ci-devant de Vieuzac » au début de son mandat à la Convention.
En 1785, il épouse à Vic-en-Bigorre Catherine-Elisabeth de Monde-Briquet (1772-1852), issue de la petite noblesse locale. Le mariage à lieu en présence du prince de Rohan-Rochefort, lieutenant général des armées de Sa Majesté.
Bertrand Barère fréquente les cercles lettrés et éclairés de Toulouse et du sud-ouest. : les loges maçonniques La Paix, Les Vrais Amis réunis et L'Encyclopédique ; l'Académie des Jeux floraux de Toulouse, l'Académie des belles-lettres de Montauban et l'Académie des sciences, belles-lettres et arts de Bordeaux. Il y fréquente Jean Mailhe, futur conventionnel et alors rival, et s'y fait remarquer pour ses textes : Éloge de Jean-Jacques Rousseau, de Louis XII, roi de France et de Montesquieu.
En 1788, il se rend à Paris pour suivre un procès familial, et y passant une partie de l'hiver, fréquente la Société des amis des Noirs et le Cercle social où il rencontre Mirabeau, Condorcet, La Fayette, Brissot, Pétion et les orléanistes. Apprenant la mort de son père, il revient à Tarbes début 1789, au moment de la convocation des états généraux. Le 23 avril 1789, il est élu député du tiers-état avec Pierre Dupont par les états de la Bigorre.

### Député à la Constituante
| |  |  |
| Jacques-Louis David, étude pour Le Serment du Jeu de paume, Versailles, musée de l'Histoire de France. Dans ce dessin, Barère, assis à gauche du groupe central de trois députés, tient un cahier sur ses genoux et s’apprête à consigner le serment prononcé par Bailly. Parce qu’il se spécialisait, avec son journal, dans ce qu’on pourrait appeler la chronique parlementaire, le peintre en fait le logographe en titre de l’Assemblée. À droite, une huile sur toile portraiturant Barère, autre étude de David pour Le Serment du Jeu de paume. |  |  |

Du 19 juin 1789 au 1er octobre 1791, Barère publie le Point du Jour, ou Résultat de ce qui s'est passé la veille à l'Assemblée Nationale, journal quotidien qui rend compte des discussions et des décrets rendus à l'Assemblée.
Après la nuit du 4 août, il abandonne, dans une lettre à ses électeurs, ses droits seigneuriaux à Vieuzac et quelques semaines plus tard, à la tribune de l'Assemblée, il fait don à la Nation de sa charge à la sénéchaussée de Bigorre.
Il fréquente alors le salon de Mme de Genlis, ancienne maîtresse du duc d'Orléans, où se retrouvent Talleyrand, David et de jeunes députés comme Lameth et Barnave. — « C’est le seul homme que j’aie vu arriver du fond de sa province avec un ton et des manières qui n’auraient jamais été déplacées dans le grand monde et à la cour » écrira de lui Mme de Genlis — Les enfants du prince assistent à ces réceptions. Le petit provincial, ébloui d'être admis dans une telle société, y courtise la belle Pamela, que, probablement, le duc a eu autrefois de sa liaison avec Mme de Genlis. Le duc qui affectionne Pamela veut lui faire une donation. Comme elle n'a pas atteint sa majorité, il faut la pourvoir d'un tuteur. Elle choisit Barère qui devient un familier. « Il se plaisait, dit-il du duc d’Orléans, à causer avec moi… Sous l’apparence de la légèreté et du trait d’esprit, il exprimait des pensées fortes et des opinions justes… S’il eût pu vaincre son indécision naturelle et sa timidité politique, il aurait prouvé qu’il pouvait régner. »
À cette époque, Barère pense, comme beaucoup d'autres, que le modèle politique de l'Angleterre, la monarchie constitutionnelle et le bicamérisme, est celui qui convient à la France. Il le dit dans ses Mémoires : « Quant à moi qui pensais alors (comme je le pense encore depuis les diverses phases de la Révolution) que la République ne convient pas mieux aux Français que le Gouvernement anglais aux Ottomans, je me rangeai dans la majorité de l’Assemblée qui ne croyait devoir obtenir de la force des événements et des lumières du siècle autre chose qu’une Monarchie constitutionnelle. »
Il se fait admettre aux Jacobins, mais s'en détache lorsque Mirabeau, Sieyès, Talleyrand, La Fayette et Bailly fondent la Société de 1789 pour réaliser un compromis avec l'aristocratie et la cour. De peur de se compromettre, il revient cependant aux Jacobins le 15 décembre. Aux personnes qui dans la salle s'empressent d'aller le féliciter de son retour, il répond : « Hé ! Messieurs, est-ce que j’aurais attendu le 15 décembre pour devenir patriote ? Soyez sûrs que je l’ai toujours été et que je le serai toute ma vie. »

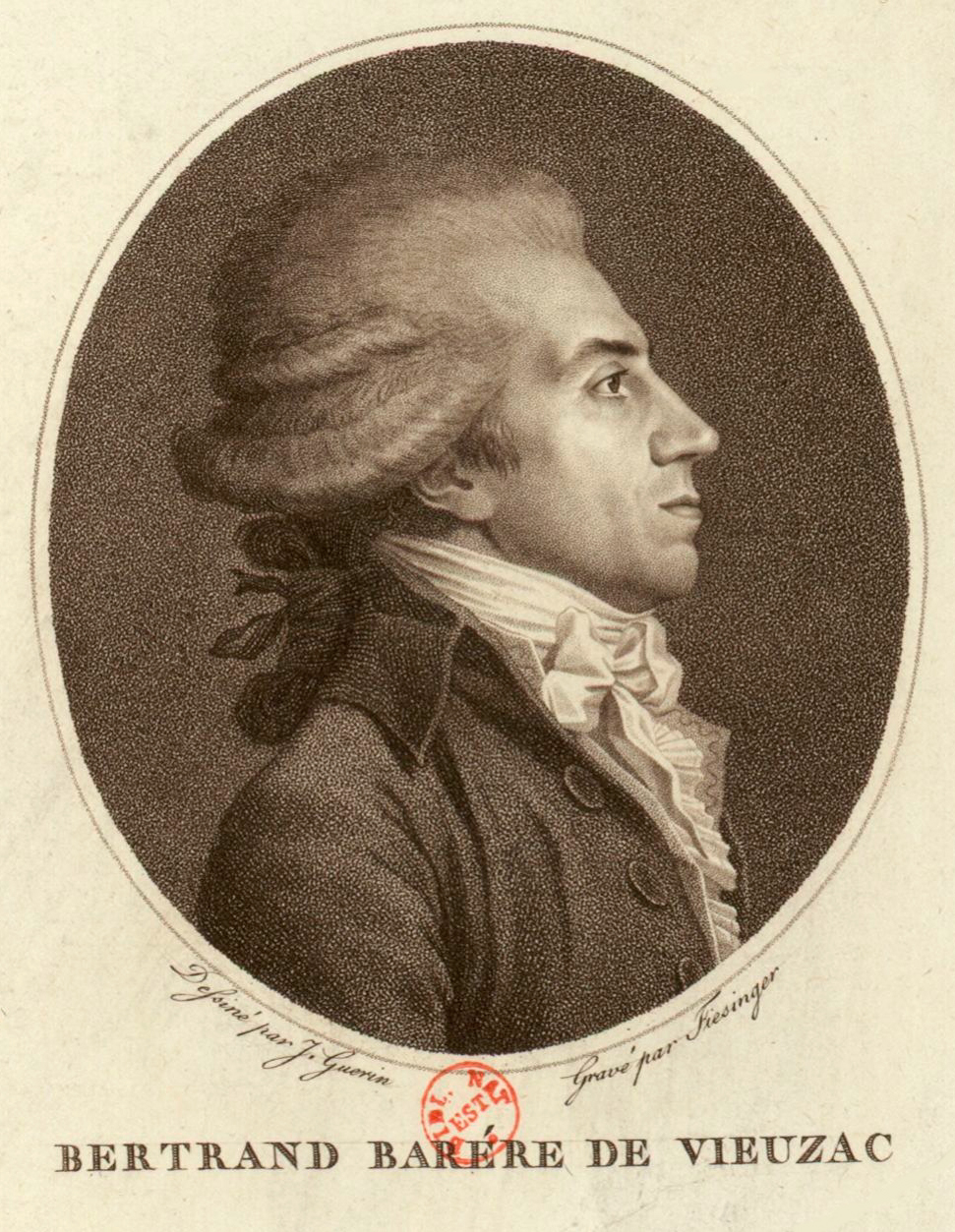
Bertrand Barère de Vieuzac, député du Bigorre à l'Assemblée Nationale en 1789.
Estampe gravée par Franz Gabriel Fiesinger d'après Jean-Urbain Guérin, Paris, BnF, département des estampes et de la photographie, 1790.

À l'Assemblée, il se fait remarquer par des propositions de réforme des institutions judiciaires, des finances et de l'administration. Il entre au Comité des lettres de cachet que préside Mirabeau, puis au comité des domaines et de féodalité où il met à l'ordre du jour la question de la restitution des biens confisqués aux protestants depuis la révocation de l'édit de Nantes. L'Assemblée, émue par son discours sur les protestants, en vote l'impression.
Lors de la création des départements, il se bat pour que la Bigorre, de trop petite taille et menacée par les exigences du Béarn et de l'Armagnac, devienne le département des Hautes-Pyrénées, en prenant le complément de superficie aux alentours et pour que Tarbes en soit le chef-lieu. Il n'hésite pas à se mettre en vedette : le 21 décembre 1790, il présente la requête de la veuve de Jean-Jacques Rousseau (faisant doubler la rente accordée par l'Assemblée) et le 2 avril 1791, il monte à la tribune pour faire un éloge de Mirabeau mort dans la matinée.
Dans le débat sur les colonies des 11-15 mai 1791, après l'annonce de la mort de Vincent Ogé au Cap-Français, il intervient en faveur de l'égalité des hommes de couleur libres avec les Blancs ce qui lui vaut le 12 mai de figurer dans une liste, forgée par des colons, de députés ayant voulu la fin des colonies et voter pour l'Angleterre. Le vote ayant échoué, il fait voter le lendemain une tentative de compromis : la promulgation d'un décret constitutionnalisant le statu quo pour les esclaves avec pour contrepartie la continuation des débats sur les droits des hommes de couleur libres. Le 15 mai, il faut une nouvelle concession proposée par Jean-François Reubell, pour que les droits soient accordés à une partie des hommes de couleur libres.
Le 16 juillet 1791, un mois après la fuite de Louis XVI et la veille de la fusillade du Champ-de-Mars, les pétitions réclamant le remplacement du monarque entraînent une rupture aux Jacobins. Les triumvirs — Barnave, Duport, Lameth — suivis par la quasi-totalité des députés affiliés, dont Barère, installent un nouveau club, à quelques pas, dans l'église du couvent des Feuillants. Partisans d'une monarchie constitutionnelle, ils veulent « terminer la Révolution » et isoler, à gauche, les démocrates de la masse des députés patriotes. Mais, vainqueurs en juillet, ils vont perdre peu à peu le contrôle des évènements.
Dès ce moment, Barère se détache des modérés et vote avec Robespierre. Aux Feuillants, qui viennent de l'élire président, il prêche la réconciliation avec les Jacobins, mais sans persuader. Il décide alors, avec Boissy d'Anglas, Vadier, Sieyès, Philippe d'Orléans, Talleyrand, de revenir au club de Robespierre.

### L'intermède de la Législative
Toujours populaire dans son département (il adresse régulièrement à ses électeurs des lettres chaleureuses d'information où il met en avant ses services) et s'étant spécialisé dans les questions d'ordre juridique, il est envoyé par ses compatriotes au Tribunal de cassation qui siège au palais de justice. Au bout de trois mois, en janvier 1792, il demande un congé pour partir dans les Pyrénées régler la succession de ses parents. Après un arrêt à Vic-en-Bigorre chez ses beaux-parents où vit sa femme, il arrive à Tarbes où les Jacobins et la garde nationale forment un cortège pour l'accueillir. Il va, jusqu'au 2 août 1792 où il est rappelé à Paris, visiter son département et prêcher la cause de la Révolution.
Après la chute de la monarchie, le 10 août 1792, il est appelé par le nouveau ministre de la Justice Danton à participer à un comité judiciaire de quatre secrétaires chargés de documenter le ministre et de préparer ses discours.
Le 2 septembre, les électeurs des Hautes-Pyrénées le désignent comme député à la Convention, par 274 suffrages sur 278 votants.

### Député à la Convention

Élus par moins de 10 % des électeurs, les 749 Conventionnels sont tous issus du mouvement révolutionnaire. Deux coalitions rivales, les Montagnards et les Girondins, entrent aussitôt en lutte pour le contrôle de la Convention (de composition fluctuante, sans lignes politiques claires, ne sont pas des partis au sens moderne du terme). La majorité des députés, « la Plaine » (qui ne sont pas des « modérés »), suivent les Montagnards ou les Girondins selon les circonstances. Barère siège avec la Plaine mais il va se rapprocher de la Montagne.

Barère siège d'abord dans les rangs de la Plaine, groupe le plus important mais aussi le plus fluctuant de la Convention, auprès de Cambon et de Guyton-Morveau. Il se rapproche des positions montagnardes à partir du printemps 1793. Il est élu le 11 octobre 1792 au Comité de Constitution, aux côtés de Condorcet, Danton, Sieyès, Brissot, Gensonné, Vergniaud, Pétion et Paine. Il est élu au Comité d'Instruction le 13 et au Comité de Législation le 14. Le 4 avril 1793, il est élu au Comité d'Analyse avec Debry, Mercier, Dufriche-Valazé, Lanjuinais et Romme. Il préside la Convention entre le 30 novembre et le 13 décembre 1792, assisté de Jean-Bon Saint-André, Louis de Saint-Just et de Jean-Baptiste Treilhard. Il est chargé d'ouvrir le procès de Louis XVI et d'interroger le roi après que Jean-Baptiste Mailhe eut énoncé les chefs d'accusation.
Barère est compromis dans l'affaire de l'armoire de fer découverte aux Tuileries après l'insurrection du 10 août. Une lettre datant de l'époque de l'Assemblée constituante le dit en bonnes dispositions vis-à-vis de la cour. Barère alors président cède son fauteuil à Gensonné afin de se justifier sur ses missions exercées durant son premier mandat et de nier tout accointance avec la cour. Bien qu'il ne demeure pas inquiété, ses détracteurs rappellent ses opinions d'abord modérées. Marat l'accuse fin juin 1793 d'être « l'un des hommes les plus dangereux, politiquement fin et rusé, habitué à nager entre deux eaux, à miner l'édifice de la révolution au lieu de le saper, et à faire échouer toutes les mesures révolutionnaires par l'opium du modérantisme ». Camille Desmoulins dénonce en nivôse an II (décembre 1793) son passé feuillant, ses relations avec Philippe d'Orléans et le qualifie de « montagnard du 3 juin ».
Le 4 janvier 1793, contre les Girondins qui réclament l'appel au peuple, c'est lui qui, dans une intervention décisive (et le plus remarquable de ses discours selon l'historien Georges Lefebvre), entraîne la Plaine à refuser de s'associer à la manœuvre. « C’est Barère, écrit Jaurès, qui fixa les tragiques incertitudes de la Convention. C’est lui, je crois, qui détruisit le mieux le sophisme de l’inviolabilité royale. »
Pendant le printemps tragique de 1793 (menaces d'invasion, soulèvements dans les campagnes, insurrection de la Vendée, difficultés économiques entraînant à Paris une vague d'agitation menée par les « Enragés » qui réclament le « maximum » des prix et des changements sociaux), alors qu'il n'y a pas de direction homogène et efficace, Barère prononce, le 18 mars à la Convention, au nom de la Plaine, un discours de soutien aux mesures révolutionnaires réclamées par la Montagne, qui est un véritable manifeste. « Distribuant les blâmes à droite et à gauche, il dégage avec netteté les trois données fondamentales du moment. – On ne gouverne pas en temps d’exception selon les méthodes normales : il faut donc accepter les moyens révolutionnaires – La bourgeoisie ne peut s’isoler du peuple : il faut donc satisfaire ses demandes – Mais la bourgeoisie doit demeurer l’élément dirigeant dans cette alliance : la Convention doit donc prendre l’initiative des mesures révolutionnaires. »
Le 6 avril, la Convention crée le Comité de salut public, réclamé par Danton et Robespierre dès le 10 mars et y place des hommes qui ne sont pas trop impliqués dans le conflit entre Gironde et Montagne et qui souhaitent l'unité : sept députés de la Plaine et deux de la Montagne (Danton et son ami Delacroix). Barère est le mieux élu de tous avec 360 voix (Danton n'en obtient que 233).

### Membre du Comité de salut public

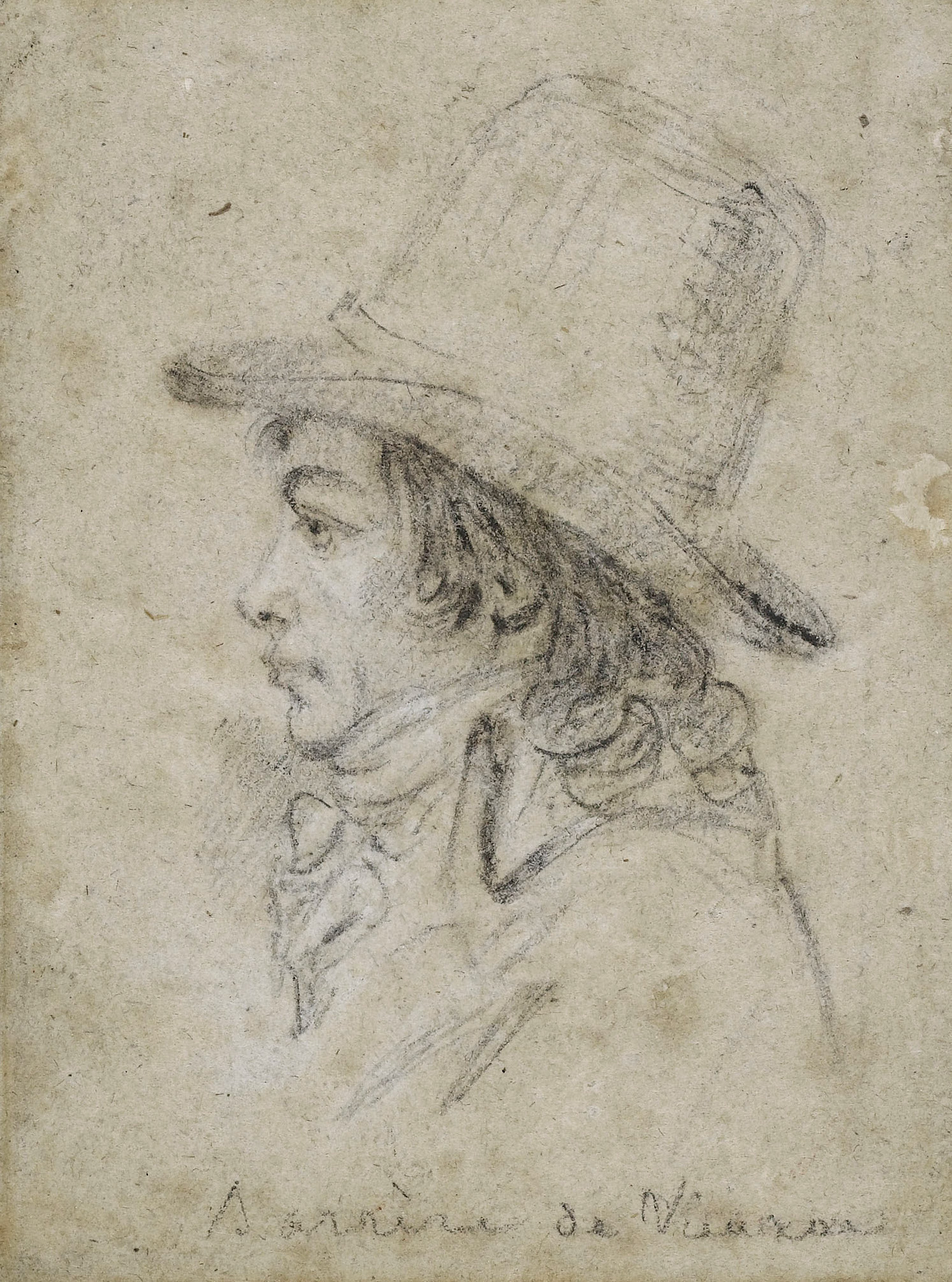
Bertrand Barère, croquis dessiné par Georges-François-Marie Gabriel, Paris, musée Carnavalet, fin du XVIIIe siècle.

Le Comité de salut public devient très vite le véritable pouvoir exécutif de la Convention. Dominé par Danton jusqu'au 10 juillet 1793, il est remanié à cette date. Jeanbon Saint-André et Prieur de la Marne y entrent alors. Robespierre en devient membre le 27 juillet. Le 14 août, Barère fait entrer Carnot et Prieur de la Côte-d'Or, officiers de carrière, pour s'occuper plus particulièrement des affaires militaires. Le 5 septembre, la pression des sans-culottes fait entrer Billaud-Varenne et Collot d'Herbois.
Composé entre le 19 septembre 1793 (jour du départ de Jacques Thuriot) et le 9 nivôse an II-29 décembre 1793 de douze membres, puis de onze entre cette date et le 10 thermidor an II - 28 juillet 1794, il se réunit au deuxième étage du pavillon de Flore, devenu le pavillon de l'Égalité et ses délibérations demeurent secrètes. C'est Robespierre qui en est le membre essentiel, dans la mesure où il sert de liaison avec la Convention, le Club des jacobins et la Commune. Carnot dirige la guerre, Lindet les approvisionnements. Barère prend en charge la diplomatie, l'instruction publique et les arts. Grand travailleur (il a, comme d'autres, un bureau particulier où il peut coucher), il s'occupe aussi du secrétariat et à ce titre est appelé à faire des comptes rendus à la Convention plusieurs fois par semaine. Passé maître dans ce genre d'exercices grâce à sa rapidité d'assimilation, sa verve, son aisance à solliciter les faits et à en tirer tout le parti possible, il devient le rapporteur attitré du Comité. « Lorsque après de longues heures de débats, qui nous tenaient souvent une partie de la nuit, raconte Prieur, nos esprits fatigués ne pouvaient plus qu’avec peine se rappeler les circuits que les discussions avaient parcourus et perdaient de vue le point principal, Barère prenait la parole. À la suite d’un exposé rapide et lumineux, il posait nettement la question et nous n’avions plus qu’un mot à dire pour la résoudre. »
Robespierre l'apprécie d'abord : « Barère sait tout, connaît tout, est propre à tout. » C'est un des rares députés qu'il fait inviter parfois à dîner chez les Duplay. Son comportement « sans principes » finira par l'irriter mais il le défend le 4 septembre au club des jacobins, où certains ne voient en lui qu'un modérantiste, démagogue par opportunisme : « J’ai toujours vu dans Barère un homme faible, mais jamais un ennemi du bien public… Je le vis toujours au Comité s’occupant avec ardeur des intérêts de la patrie, cherchant, saisissant tous les moyens qui pouvaient conduire au grand but de la rendre heureuse… Il a été chargé perpétuellement d’être auprès de la Convention l’organe du Comité de salut public chaque fois qu’il a été utile de lui faire connaître notre travail. Il a rempli cette mission avec un zèle, une franchise vraiment dignes d’un républicain et avec une énergie qui s’accroit tous les jours. »

#### Le rapporteur du Comité

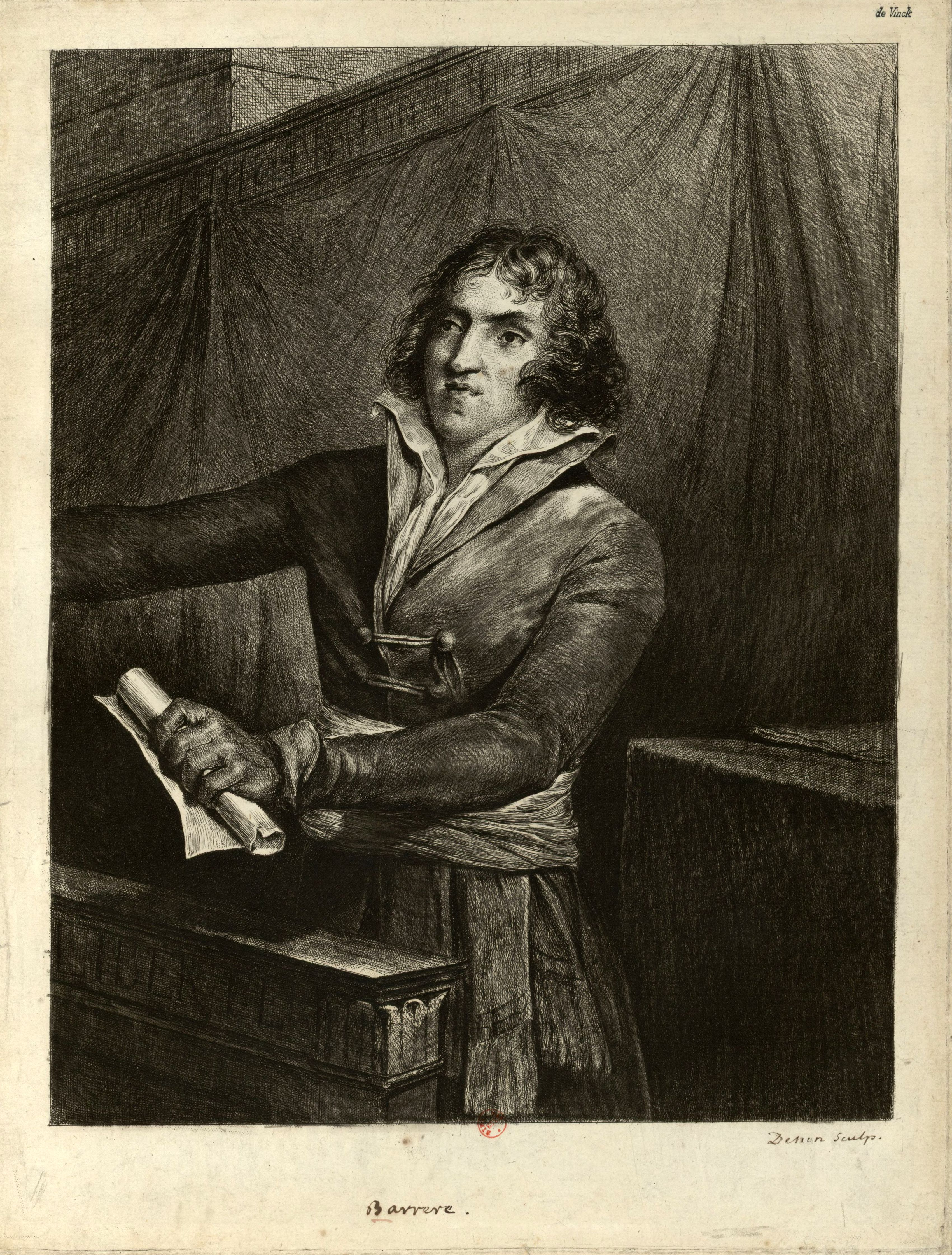
Barère à la tribune, avec la ceinture tricolore, et un rouleau dans la main gauche. Gravure de Dominique Vivant Denon, Paris, BnF, département des estampes et de la photographie.

Barère est le rapporteur en titre du Comité de salut public à la Convention. Fin 1793, avec les premières victoires révolutionnaires, il laisse sa verve méridionale s'épandre en débordements lyriques. Les députés de la Convention raffolent de ces hymnes exubérants, au ton claironnant mêlé de gouaillerie. Ils leur donnent le nom de carmagnoles pour marquer leur analogie avec la chanson familière des patriotes. Car la tâche principale de Barère, ce sont ses rapports. Il en fait plusieurs par semaine à la Convention, parfois deux, trois dans la même journée. Comme tel, il doit s'initier à tout. Son talent pour résumer les choses, dégager les points importants, mettre de la clarté facilite à tous l'examen et la décision. Il interprète fidèlement la pensée des autres, alors même qu'elle diffère de ses propres conceptions. Il sait agrémenter ses discours, s'exprimer d'un ton jovial, amuser même par des plaisanteries souvent grivoises. « Souvent, raconte Prieur de la Côte-d'Or, tandis que nous mangions à la hâte un morceau de pain sur la table du Comité, Barère par quelque bonne plaisanterie ramenait le sourire sur nos lèvres. »
La Convention a besoin de réconfort dans les moments dramatiques de 1793. Barère sait, en reconnaissant à peu près les faits, même s'il les exagère ou les déforme pour les besoins de la cause révolutionnaire, les expliquer d'une manière favorable et donner des raisons d'espérer quand même. « C’est, dit Michelet, un incomparable menteur pour atténuer les défaites, créer des armées possibles, prophétiser des victoires. »
Le 5 septembre 1793 à la Convention, contrairement à une idée reçue, Barère ne demande pas que la Terreur soit placée à l'ordre du jour mais affirme que la Commune de Paris a exigé, à une date inconnue : « Plaçons la terreur à l’ordre du jour ». Il poursuit : « Les royalistes veulent du sang. Eh bien ! ils auront celui des conspirateurs, de Brissot et de Marie-Antoinette… ». Aucun décret n'est toutefois pris pour "mettre la Terreur à l'ordre du jour". C'est lui qui après l'exécution de la reine, a ce commentaire : « La guillotine a coupé un puissant nœud de la diplomatie des cours d’Europe. » C'est lui qui fait décréter que les prisonniers de guerre anglais seront exécutés : « Il paraît qu’on épargne les prisonniers, c’est inconcevable. Il n’y a que les morts qui ne reviennent pas… La générosité consiste à ménager le sang des républicains ! » Le général Moreau ayant fait insérer le décret dans l'ordre du jour de l'armée, ose ajouter cette phrase : « J’ai trop bonne opinion de l’armée française pour croire qu’il soit exécuté. » Le décret ne sera en effet pas appliqué, sauf exception.

Le 1er août 1793, à la Convention, Barère propose, pour fêter la prise des Tuileries du 10 août 1792, de s'attaquer aux « cendres impures » des tyrans sous prétexte de récupérer le plomb des cercueils. La profanation des tombeaux et des corps royaux de la basilique Saint-Denis a lieu d'août 1793 à janvier 1794:
Pour célébrer la journée du 10 août, qui a abattu le trône, il fallait, dans son anniversaire, détruire les mausolées fastueux qui sont à Saint-Denis. Dans la monarchie, les tombeaux mêmes avaient appris à flatter les rois ; l'orgueil et le faste royal ne pouvaient s'adoucir sur ce théâtre de la mort, et les porte-sceptre qui ont fait tant de maux à la France et à l'humanité semblent encore, même dans la tombe, s'enorgueillir d'une grandeur évanouie. La main puissante de la République doit effacer impitoyablement ces épitaphes superbes et démolir ces mausolées qui rappelleraient des rois l'effrayant souvenir.
« La Terreur, écrit Jean-Clément Martin repose sur l’exaltation d’individus qui ont conscience de vivre un épisode essentiel de l’histoire et qui adoptent un langage et des aspirations véritablement révolutionnaires, mais irréalistes… Un langage radical, véritable code, est requis sous peine d’être suspect. »
Avec les premières victoires militaires, Barère dépouille chaque jour la correspondance des généraux et des représentants en mission. Sa maîtrise consiste à savoir relever dans ces notes le détail susceptible d'être arrangé, paré pour lancer une de ces fameuses carmagnoles à la tribune de la Convention. Souvent il arrive avec des drapeaux. « Il faut que, tout débat cessant, il ait la parole : « Barère à la tribune ! Barère à la tribune ! » Toujours à l’aise, son fin visage éclairé par un secret orgueil, le Gascon se dirige à travers la presse. Il gravit les degrés, puis se dresse au milieu d’un redoublement de transports. Alors, ayant d’un geste commandé le calme, il commence : « Citoyens, encore un jour brillant pour la maison d’Autriche ! » C’est la prise d’Ypres, celle de Bruxelles ou de Namur. Il en relève l’exposé par des traits émouvants et des mots caustiques. Tour à tour explosent les rires et les bravos. Quand il a terminé, qu’il gagne sa place, l’auditoire s’abandonne au désordre d’une joie excessive ; on hurle, on danse, on fait voler les chapeaux en l’air, beaucoup pleurent de félicité… »
Ses discours (citons la mort de Bara, le petit tambour, les victoires du général Marceau, la perte du vaisseau Le Vengeur du peuple, etc.) lui valent un succès prodigieux à l'Assemblée. Il en est de même aux Jacobins. Suspecté naguère, il y jouit d'une grande faveur au printemps 1794 en y répétant ses discours de la Convention. Le 1er juin, Couthon arrivant de l'Assemblée, parle en ces termes : « Si Barère n’était pas parmi vous, je me ferais un plaisir de vous faire part des nouvelles. Mais Barère est dans votre sein ; je pense que vous serez content de l’entendre. »
« Ne fais donc pas tant mousser les victoires, raille Saint-Just ; n’as-tu jamais craint les armées ? » Dans son discours du 8 thermidor, la veille de sa chute, Robespierre égratigne ses déploiements d'éloquence : « On nous parle beaucoup de nos victoires avec une légèreté académique qui ferait croire qu’il n’en coûte à nos héros ni sang, ni travaux. Racontées avec moins de pompe, elles paraîtraient plus grandes. Ce n’est pas avec des phrases de rhéteur ni même par des exploits guerriers que nous subjuguerons l’Europe, mais par la sagesse de nos mœurs, par la grandeur de nos caractères… Surveillez la victoire ! »

#### Le 9 thermidor
Entre le 22 prairial et le 9 thermidor an II, la Terreur prend un nouveau tournant. Le 22 prairial (10 juin 1794), Couthon présente un décret de réorganisation du Tribunal révolutionnaire qui provoque des débats et des oppositions : Pierre-Charles Ruamps menace de « se brûler la cervelle » si le décret est adopté sans ajournement ; Barère propose un ajournement de trois jours ; Lecointre de Versailles demande un ajournement de deux jours ; Robespierre intervient pour défendre l'action du Comité de Salut public et réclame un examen du décret article par article « séance tenante ». La loi du 22 prairial supprime les droits de la défense déjà réduits par la loi du 17 septembre 1793. Entre son adoption et le 8 thermidor, 1 285 condamnations à mort sont prononcées. « Tout ce qui se passe est horrible, dit Saint-Just, mais nécessaire. » Barère confie vingt ans plus tard : « Nous n’avions qu’un sentiment, celui de notre conservation. On faisait guillotiner son voisin pour que le voisin ne vous fît pas guillotiner vous-même. »
La préparation du 9 thermidor (27 juillet 1794) est bien connue. Le Comité de salut public s'est divisé. Robespierre n'y paraît plus depuis plus d'un mois. Collot d'Herbois, Billaud-Varenne, Carnot se sentent menacés et prennent contact avec d'autres groupes : les anciens représentants en mission rappelés par Robespierre pour avoir « abusé des principes révolutionnaires », le Comité de sûreté générale mené par Vadier, un ami de Barère, et Amar, qui n'accepte pas de voir rogner ses prérogatives en matière de police, les députés de la Plaine qui subissent, tout en le déplorant, le régime de la Terreur. Or le renversement de la situation militaire avec la victoire de Fleurus le 26 juin a changé la donne. « Les victoires s’acharnaient sur Robespierre comme des furies » écrira plus tard Barère.
Barère a-t-il participé à ce complot ? Le 5 thermidor, il est à l'origine de la réunion de réconciliation des deux comités, réconciliation acceptée, semble-t-il, par Couthon et Saint-Just mais rejetée par Robespierre. Le 8 thermidor, il adopte une attitude attentiste, tentant de jouer les conciliateurs. Il attend l'arrestation de Robespierre, le 9 au soir, pour présenter le décret mettant ses partisans hors la loi, mesure qui va largement contribuer à paralyser l'insurrection. Ce n'est donc que tardivement, en homme prudent, qu'il choisit son camp.
« Ce fut lui la tête pensante du 9 thermidor », écrit cependant l'historien Denis Richet. « Barère, c’était la Plaine, ralliée au gouvernement révolutionnaire tant que celui-ci lui avait semblé indispensable pour sauver la Révolution, mais désireuse d’effacer terreur et dictature dès lors que la Révolution lui semblait sauvée. »

### La fin de la Convention et le Directoire

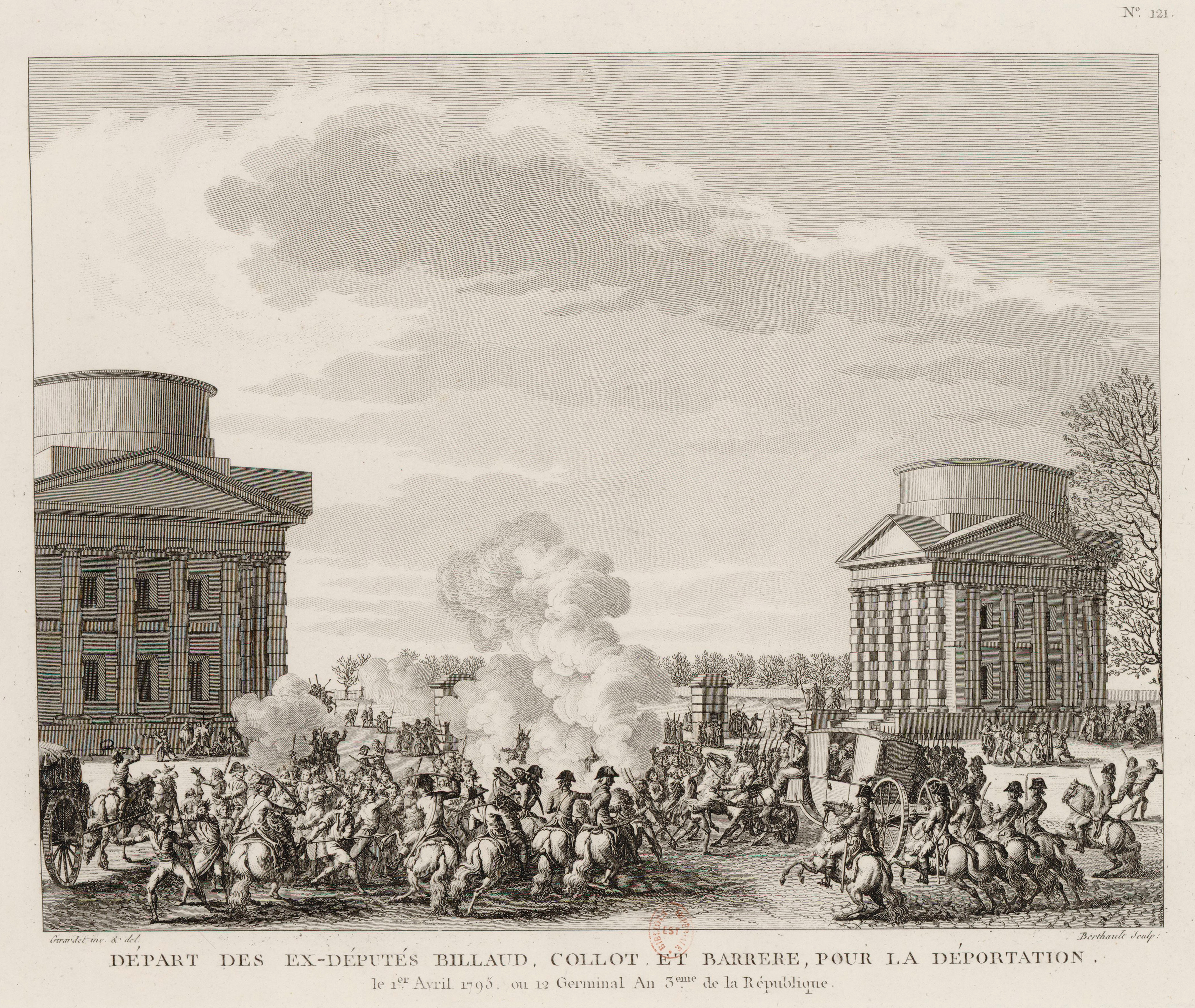
Au lendemain de la journée insurrectionnelle du 12 germinal an III (1er avril 1795), une foule tente de libérer Barère, Billaud-Varenne et Collot d'Herbois, anciens membres du Comité de salut public, déportés par décret de la Convention nationale.
Gravure de Pierre-Gabriel Berthault d'après un dessin d'Abraham Girardet, Tableaux historiques de la Révolution française, Paris, BnF, département des estampes et de la photographie, 1802.

Les acteurs de l'élimination de Robespierre et de ses partisans sont dépassés par le virage à droite que prend la politique menée par la Convention. Si Barère veut croire que le 9 thermidor ne constitue qu'une « commotion partielle », le Comité de Salut public est complété le 13 (31 juillet) par six membres, Saint-André et Prieur de la Marne en mission étant considérés comme démissionnaires. Ce ne sont pas les candidats proposés par Barère qui sont retenus, à l'exception d'Eschasseriaux l'aîné. Le Comité est renouvelé par quart mensuellement. Barère en sort par tirage au sort le 15 fructidor (1er septembre) et ses collègues Billaud-Varenne, Collot d'Herbois et Tallien démissionnent.
Barère, Billaud-Varenne et Collot d'Herbois du Comité de Salut public ainsi que Amar, David, Vadier et Voulland du Comité de Sûreté générale sont accusés par Laurent Le Cointre le 12 fructidor (28 août 1794) puis par Laporte et Legendre le 12 vendémiaire an III (4 octobre 1794) de complicité avec Robespierre.
Les pamphlets se répandent dans Paris, comme La Queue de Robespierre de Méhée de la Touche. Ils critiquent la politique de la Terreur et sèment des rumeurs contre les membres du Comité de l'an II : on prête à Barère le port de bottes en peau tannée, fabriquées à partir des corps des condamnés à la guillotine. À la Convention, on décrète début nivôse (fin décembre 1794) une Commission des Vingt-et-Un chargée d'enquêter sur la responsabilité des quatre Barère, Billaud-Varenne, Collot d'Herbois et Vadier, les trois autres députés dénoncés sont élargis. Le 14 ventôse (4 mars 1794), le député Saladin prononce au nom de la Commission un rapport et Legendre demande leur arrestation.
Le 2 germinal (22 mars 1795), la Convention les met en accusation. Lindet prononce un long discours dans lequel il se solidarise de ses anciens collègues, ainsi que Carnot, Prieur et Cambon. Barère se défend : « Je n’ai jamais provoqué d’actes d’accusation ni dénoncé aucun de mes collègues. Je n’ai point été en mission : nul pays, nul individu ne peuvent m’accuser de leur avoir nui. » Il compose aussi une brochure, Les Alors, qui a pour objet de montrer que la Convention tout entière est responsable et qu'il ne faut pas renier l'œuvre collective. Le procès est interrompu par l'insurrection du 12 germinal an III (1er avril 1795). La Convention est envahie pendant quatre heures par des manifestants réclamant « du pain et la constitution de 1793 ». Ils sont dispersés par des bataillons des sections bourgeoises. La déportation en Guyane des accusés est décrétée.
Billaud-Varenne et Collot d'Herbois sont envoyés à Cayenne le 7 prairial an III (26 mai 1795). Le député Auguis informe que Barère n'a pas embarqué, son bâtiment n'étant pas prêt. Boursault raille : « Barère, pour la première fois, a oublié de suivre le vent ». Il est transféré à la prison de Saintes. Il s'en évade et se cache à Bordeaux chez son cousin Hector Barère. Alain Massalsky suggère que grâce à des protections à la Convention, il se soit pas compris dans le décret de déportation. Les motions réclamant l'application de ce décret transmises au Comité de Sûreté générale restent lettre morte. Le jour du génie de l'an III (18 septembre 1795), Fréron trouve « étonnant que Barère ne soit point encore jugé » et réclame « qu'il soit jugé ou déporté dans le plus court délai, afin qu'il emporte à Madagascar le secret de tailler des carmagnoles ».
Il n'est pas compris dans la loi d'amnistie du 26 octobre 1795 votée lors de la dernière séance de la Convention. Sous le Directoire, il est élu député des Hautes-Pyrénées au Conseil des Cinq-Cents en germinal an V (avril 1797) lors des législatives de 1797 mais son élection est invalidée dès l'ouverture de la session parlementaire. Il publie dans la clandestinité en ventôse an VI (février-mars 1798) l'ouvrage La liberté des Mers ou le Gouvernement anglais dévoilé dans lequel il suggère un blocus continental.

### Du Consulat à la mort

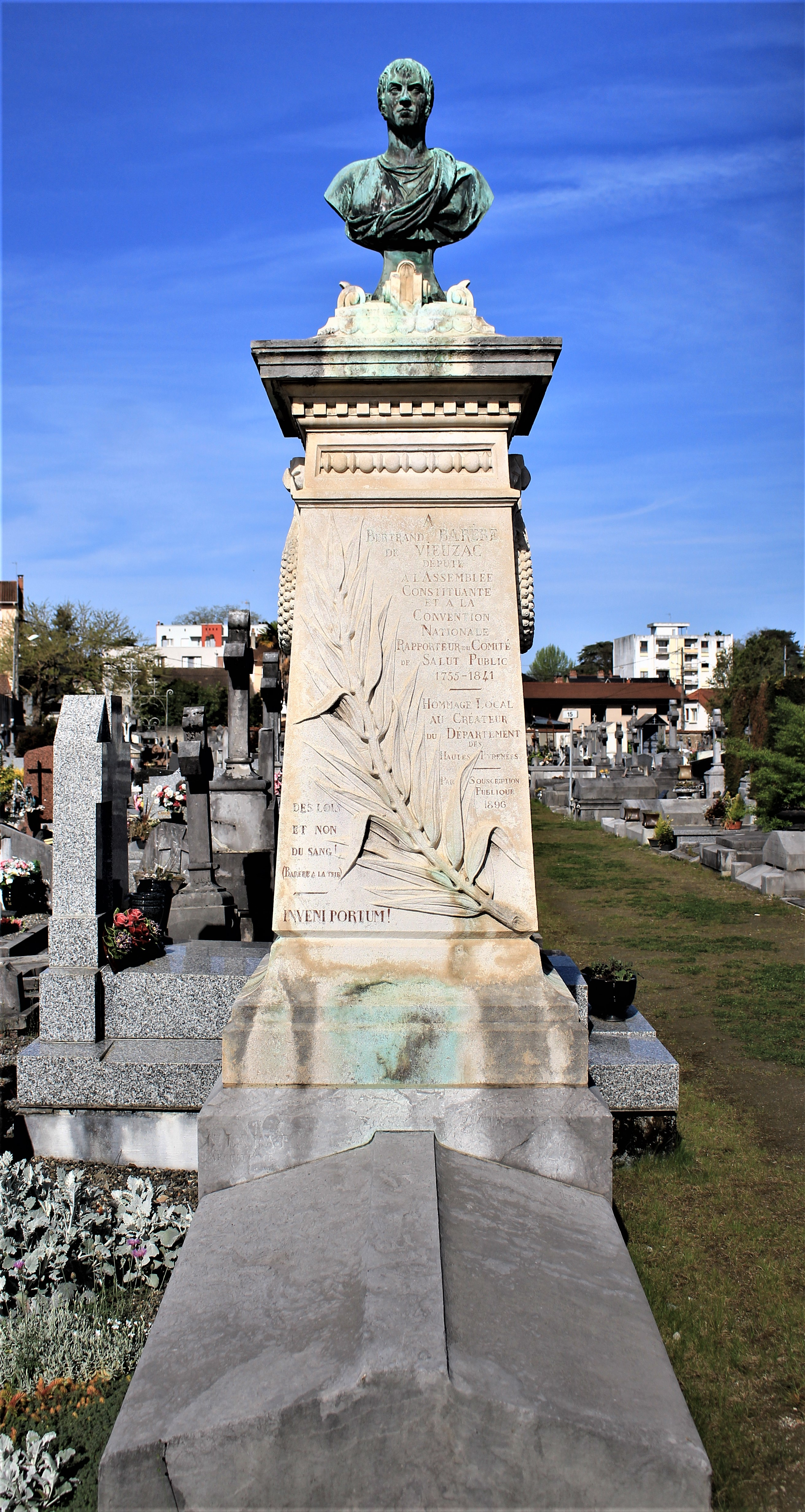
Sépulture au cimetière Saint-Jean, buste de Giuseppe Ceracchi.

Le 3 nivôse an VII (24 décembre 1799), le Premier consul accorde une amnistie à différentes personnalités proscrites sous le Directoire comme Carnot sous fructidor ou Barère et Vadier, anciens « terroristes ». Il apporte son soutien au nouveau régime en avertissant le Premier consul de la conspiration des poignards et en dénonçant son secrétaire Demerville et en assurant la rédaction d'un journal nommé Le Mémorial anti-britannique. La feuille paraît entre vendémiaire an XII et frimaire an XIII (mi-septembre 1803 et mi-décembre 1804),. Barère se consacre également à des travaux littéraires. Durant les Cent-Jours, il adhère à l'Acte additionnel aux Constitutions de l'Empire et est élu député des Hautes-Pyrénées à la Chambre des représentants. Les lois de la Seconde Restauration le contraignent à l'exil : il est visé par l'ordonnance du 24 juillet 1815 et par la loi du 12 janvier 1816 qui bannit les régicides et les ralliés aux Cent-Jours. Il s'établit à Bruxelles auprès de ses anciens collègues Carnot, David et Ramel-Nogaret. 

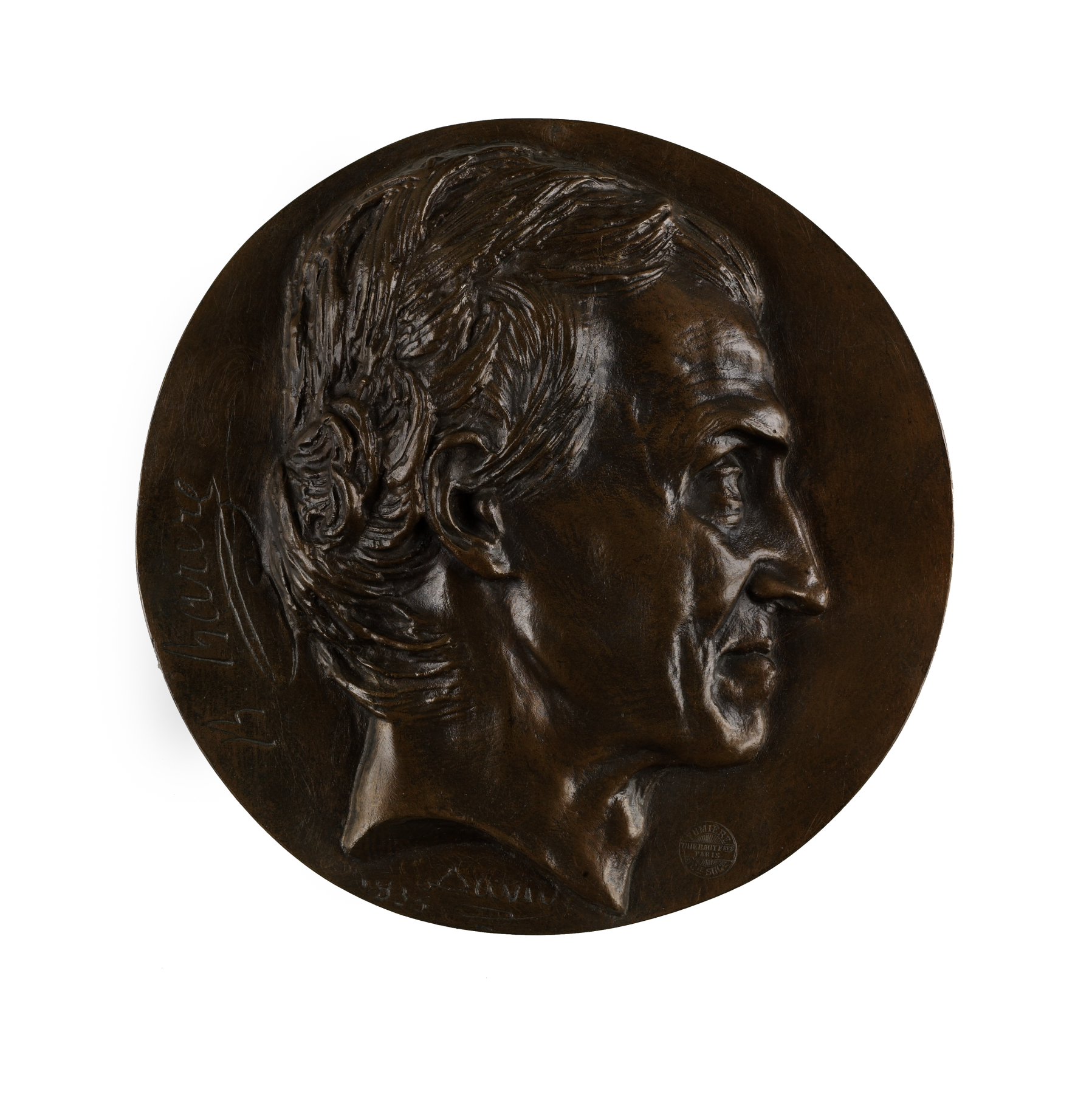
Bertrand Barère en 1835, médaille en bronze gravée par David d'Angers.

La Révolution de 1830 lui permet de rentrer en France. Il est élu à la députation des Hautes-Pyrénées en 1834 mais son élection est cassée pour vice de forme. Il meurt en 1841 conseiller général à Tarbes.
L'Avenue Bertrand Barère à Tarbes lui rend hommage.
Il repose au cimetière Saint-Jean de Tarbes.

## Historiographie

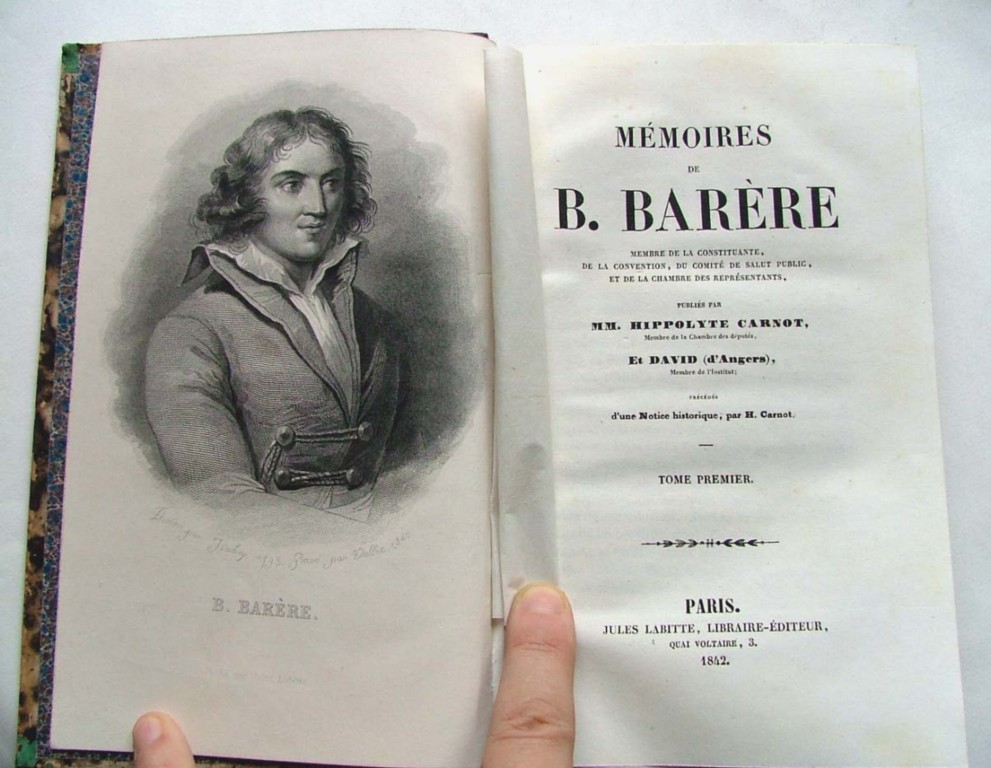
Frontispice et page de titre des Mémoires de Barère publiés en 1842.

La figure de Bertrand Barère, dont les Mémoires ont été publiés en 1842 avec la collaboration d'Hippolyte Carnot, le fils de « l’organisateur de la victoire », reste controversée et assez énigmatique.
On a peu écrit sur lui. La seule biographie de référence en français est celle, déjà ancienne, de Robert Launay en 1929, Barère, l'Anacréon de la guillotine, rééditée en 1989 avec une préface de Jean Tulard. Elle lui est peu favorable.
Leo Gershoy, un historien américain de la Révolution française, lui a consacré une biographie en 1962, Barère, a reluctant terrorist (le terroriste de mauvais gré).
Jean-Pierre Thomas, dans son ouvrage Bertrand Barère La Voix de la Révolution, chez Desjonquères, 1989, retrace la vie de l'homme politique et l'écrivain.
Olivier Blanc fait de Barère de Vieuzac « un homme de Londres », agent soldé par le cabinet du ministre britannique William Pitt en vue d'aggraver la crise révolutionnaire,. Claudine Cavalier reconnaît que les travaux de Blanc comportent « de bons dossiers documentaires sur quelques questions compliquées, comme les rapports de Barère avec les milieux financiers et royalistes ». Cependant, elle estime que l'entreprise de l'historien « souffre de deux défauts, l’un de conception et l’autre de méthode ». Blanc est ainsi décrit comme un « défenseur acharné de Robespierre », attitude qui le « conduit à une certaine myopie intellectuelle » à force de « chercher à démontrer (…) la validité des accusations lancées par l’Incorruptible contre ses ennemis ». Cavalier reproche ensuite à Blanc d'« use[r] de ses sources sans discernement et [de] mélange[r] allègrement, pour construire ses dossiers d’accusation, témoignages oraux, citations de seconde main et simples mentions de personnes dans des contextes divers, mais surtout [de] pratique[r] avec bien trop peu de scrupules le passage de la vague présomption à l’accusation la plus formelle pour convaincre ses lecteurs. »
Pierre Serna voit plutôt en Barère, un penseur et acteur d'une république « du juste milieu », dont la caractéristique est un appareil exécutif fort et structuré.
Michel Vovelle juge ainsi l'homme politique : « Recrue relativement tardive du parti montagnard, Barère a joué un rôle important dans le gouvernement révolutionnaire… Sa personnalité a été diversement appréciée : on ne peut lui dénier une constance qui en fait au-delà de Thermidor un Montagnard fidèle. »

## Publications
Outre plusieurs écrits politiques et de nombreux Discours, Barère est l'auteur de plusieurs écrits littéraires, parmi lesquels des Éloges de Louis XII, de L'Hôpital, de Montesquieu, de Jean-Jacques Rousseau, les Beautés poétiques des Nuits d'Young et les Veillées du Tasse. Ses Mémoires ont été publiés par Hippolyte Carnot, auteur d'une notice historique, et David d'Angers en 1834.
- Recueil de 17 rapports donnés par Barère à l'assemblée constituante et à la Convention, Paris, Imprimerie Nationale, 1790-1794, in-8, bradel papier marbré. Le recueil contient :
  - « Rapport fait au nom du Comité des domaines, dans la séance du jeudi soir 9 décembre 1790… Sur la restitution des biens des Religionnaires fugitifs & autres dont les biens ont été confisqués pour cause de religion. Avec le décret rendu dans la même séance », 27 p.
  - « Rapport fait au nom du Comité des Domaines, sur la régie & l'administration des biens de Religionnaires fugitifs… », 1791, 12 p.
  - « Opinion sur les mesures de Police à prendre contre les Émigrans, Prononcé dans la séance du 9 juillet 1791 », 1, f.n.ch., 12 p.
  - « Rapport fait au nom du Comité des Domaines, sur l'échange de la ci-devant principauté d'Henrichemont & Boisbelles », 15 p.
  - « Rapport fait au nom du Comité de Salut Public…, sur la mission civique des envoyés des assemblées primaires du peuple français, dans la séance du 14 août 1793 », 14 p.
  - « Rapport sur l'acte de Navigation, fait au nom du Comité de Salut Public… », 1793, 26 p.
  - « Rapport fait au nom du Comité de Salut Public…, sur l'exécution du décret du 11 brumaire, et sur la publication des tableaux du maximum, des denrées et marchandises soumises à la loi du maximum », 16 p.
  - « Rapport fait à la Convention Nationale, au nom du Comité de Salut public… sur l'éducation révolutionnaire, républicaine et militaire; et Décret sur la formation de l'École de Mars », 16 p.
  - « Rapport fait au nom du Comité de Salut public sur la prise de Charleroi… », 8 p.
  - « Rapport fait au nom du Comité de Salut public, sur la suite des événements du siège d'Ypres, et sur les monuments nationaux environnans Paris », 4 p.
  - « Rapport fait au nom du Comité de Salut public, sur le progrès des armées de la République », 8 p.
  - « Rapport fait au nom du Comité de Salut public, sur l'héroïsme des Républicains montant le vaisseau Le Vengeur », 8 p.
  - « Rapport fait au nom du Comité de Salut public, séance du 23 Messidor », 4 p. (Concerne le mouvement des armées sur les frontières du Nord.)
  - « Rapport fait au nom du Comité de Salut public, sur la prise de Bruxelles », 10 p.
  - « Rapport fait au nom du Comité de Salut public, sur les succès de l'armée du Rhin », 3 p. 
  - « Rapport fait au nom du Comité de Salut public, sur les évènements de Paris », 4 p.
  - « Rapport sur la prise de l'Isle de Carzan & de l'artillerie des Hollandais… », 8 p.
- Barère de Vieuzac, Bertrand (1755-1841), Rapport et décret, du 23 août, l'an II... sur la réquisition civique des jeunes citoyens pour la défense de la patrie, Paris, Convention Nationale, 1793, 17 p. (lire en ligne)
- Barère de Vieuzac, Bertrand (1755-1841), Rapport sur la Vendée, au nom du Comité de salut public : dans la séance du premier octobre 1793, Paris, Convention Nationale, 1793, 20 p. (lire en ligne)
- Barère de Vieuzac, Bertrand (1755-1841), Les Alors  n° 1, Paris, mars 1795, 48 p. (lire en ligne)
- Barère de Vieuzac, Bertrand (1755-1841), Les Alors  n° 2, Paris, mars 1795, 48 p. (lire en ligne)
- Barère de Vieuzac, Bertrand (1755-1841), Rapport et projet de décret, présentés au nom des Comités de salut public et de la guerre, par Barère : séance du premier thermidor , l'an 2 de la République française une et indivisible, Paris, Convention Nationale, 1794, 11 p. (lire en ligne)
- Barère de Vieuzac, Bertrand (1755-1841), Rapport à faire par Barère , au nom de l'opinion publique : ou Bertrand Barère , représentant du peuple, juge de monsieur Barère de Vieuzac , écuyer, conseiller du roi, rapporteur de la liste civile, président des Feuillans, valet de Mirabeau, de d'Orléans, de Danton, de Brissot, etc. et secrétaire en chef du crime sous Robespierre, Paris, 1794-1795, 18 p. (lire en ligne)
- Barère de Vieuzac, Bertrand (1755-1841), De la pensée du gouvernement républicain : Seconde édition, revue et corrigée, France, 1797, 246 p. (lire en ligne)